# Hřebečníky
Hřebečníky (deutsch Hrzebecznik, 1939–45 Roßhof) ist eine Gemeinde in Tschechien. Sie liegt 14 Kilometer südlich von Rakovník und gehört zum Okres Rakovník.

## Geographie
Hřebečníky befindet sich am Oberlauf des Baches Sádecký potok auf einer Hochebene in der Křivoklátská vrchovina im Landschaftsschutzgebiet Křivoklátsko. Nördlich erhebt sich der Novosedlecký kopec (462 m), im Nordosten die Malinová hora (436 m), östlich der Písařův vrch (376 m) und der Týřovický vrch (417 m), im Südosten der Na Bidkách (513 m) und der Mileč (424 m), südwestlich der Průhon (414 m), im Westen der Stráž (445 m) und der Bílý kámen (421 m) sowie nordwestlich der Hájek (431 m). Gegen Süden und Osten liegt das tief eingeschnittene Tal der Berounka. Durch Hřebečníky führt die Staatsstraße II/201 zwischen Slabce und Roztoky.
Nachbarorte sind Skupá, Tytry, Tyterský Mlýn, Novosedly, Skřivaň, Kovárna und Hřebečnická Lesárna im Norden, Hracholusky, Křiniště und U Rozvědčika im Nordosten, Kouřimecká Myslivna, Kouřimecká Rybárna und Týřovice im Osten, Karáskův Mlýn, Jelenec, Broumy und Luh im Südosten, Skryje, Šlovice, Čechův Mlýn, Čilá und Čilská Rybárna im Süden, U Bartoňů, Hradiště, Kočkův Mlýn, Kostelík und Čertovec im Südwesten, Sadlno, Slabecký Mlýn, Lhota, Modřejovice und Ovčín im Westen sowie Slabce, Újezdec, Dvorec und Malé Slabce im Nordwesten.

## Geschichte
Die erste schriftliche Erwähnung des zur königlichen Burgherrschaft Křivoklát gehörigen Dorfes Hrzyebecznyk erfolgte im Jahre 1399 als Sitz des Sulko de Hrzyebecznyk. Nach dem durch König Ottokar II. Přemysl eingeführten Lehenssystem zur Gewährleistung des Schutzes der Burg Křivoklát waren die freien Untertanen zur Verteidigung der Burg verpflichtet oder hatten anderweitige Dienste zu leisten. Die Bewohner von Hrzyebecznyk waren dabei zur Zucht und Ausbildung von Hengsten für die Burg verpflichtet. Der erste schriftliche Nachweis über eine Reitbahn erfolgte 1409, als Sulko de Hrzyebecznyk bei der königlichen Schatzkammer um eine Unterstützung für die Umgestaltung der Reitbahn und den Unterhalt der Knappen für das Pferdetraining bat. Sulko, der ab 1419 das Amt des Burggrafen von Krakovec innehatte, erreichte während der Hussitenkriege die Herauslösung von Hřebečníky aus dem Lehnsverhältnis zur Burg Křivoklát und erweiterte das Gut noch um die Dörfer Novosedly und Pístný sowie das Lehndorf Šlovice. Nachfolgender Besitzer wurde sein Sohn Jan Týřovský von Hřebečník, der ab 1444 Burggraf von Týřov war. Ab 1457 gehörte das Gut Bohuslav Světecký von Černčice. Um 1500 erwarb Heinrich Teyrzowsky von Einsiedl (Jindřich Týřovský z Enzidle) das Gut und schloss es an seine Herrschaft Týřov an. Er ließ um 1520 in Hřebečník eine Brauerei anlegen. Für den Freikauf seines Sohnes Georg, der 1526 in der Schlacht bei Mohács in türkische Gefangenschaft geraten war, überschuldete er sich. 1530 erwarb Jan Kaplirz de Sulewicz das Gut; ihm folgte zehn Jahre später Jiřík Valečský von Vřesovic, der Hřebečník bald an Heinrich Teyrzowsky von Einsiedl veräußerte. Wegen einer Steuerschuld Heinrich Teyrzowskys wurden die Feste und der Hof Hřebečník einschließlich der zugehörigen Wälder 1542 durch das königliche Steueramt Rakovník gepfändet. Dies war zugleich die erste schriftliche Erwähnung der Feste. Heinrich Teyrzowsky versuchte vergeblich die Rückgabe seines Besitzes auf gerichtlichem Wege zu erzwingen, 1556 löste sein Sohn Georg schließlich die Schuld ein. Zu dieser Zeit wurde Hřebečník als ein wüstes Dorf bezeichnet. 1583 erbte der minderjährige Heinrich Jakob Teyrzowsky von Einsiedl das Gut, bis zum Erreichen der Volljährigkeit wurde es von Johann Teyrzowsky verwaltet. Im Jahre 1609 verkauften die Teyrzowsky von Einsiedl das Gut Hřebečník mit der Feste und den Dörfern Novosedly und Šlovice an Georg Diepold Czernin von und zu Chudenitz. Dessen Witwe Sidonie veräußerte es 1616 an Wenzel Warlich von Bubna auf Zvíkovec, der das Gut drei Jahre später an Margarethe Hrobschitzky von Hrobschitz, geborene von Raupow, auf Očihov verkaufte. Wegen der Beteiligung ihres Mannes Christoph Hrobschitzky am Ständeaufstand wurden dessen Güter nach der Schlacht am Weißen Berg konfisziert, auch ein Teil Besitzes seiner Frau Margarethe wurde eingezogen. Im Jahre 1628 verkaufte Margarethe Hrobschitzky den ihr verbliebenen Anteil des Gutes Hřebečník an die Hofkammer. Zu dieser Zeit bestand das Dorf aus zehn Anwesen, der Feste, einer Brauerei mit Mälzerei, einer Schäferei, einer Mühle, einer Kalkbrennerei und einer Schmiede. 1647 erwarb Georg Kaspar Hrobschitzky von Hrobschitz das Gut, 1655 erbte es seine Witwe Susanne, geborene von Nostitz, die in zweiter Ehe einen Freiherrn Bieschin zu Bieschin heiratete. In Folge des Dreißigjährigen Krieges war das Dorf verödet, 1651 war nur noch ein einziges Gehöft bewirtschaftet. 1695 war die Witwe Maximiliane Justina von Nostitz, geborene Babková von Meziříčí, Besitzerin von Hřebečníky. Ab 1721 folgte Karl Ferdinand Schindel von Hirschfeld, ab 1726 Marie Elisabeth Gräfin Wratislaw von Mitrowitz, geborene Kinsky von Chinitz und Tettau und anschließend die Grafen von Nostitz-Rieneck. Diese ließen 1736 die Feste durch ein barockes Schloss ersetzen. Ab 1765 gehörte das  Gut Franz Anton von Nostitz-Rieneck. Seine Frau Maria Elisabeth, geborene Kolowrat-Krakowsky ließ 1782 bei Hřebečnik einen Tiergarten für 40 bis 100 Damhirsche anlegen, der später als Dubina bezeichnet wurde. Zu den nachfolgenden Besitzern gehörte Erwein von Nostitz-Rieneck, er verkaufte das Gut am 24. August 1836 seinem Bruder Hugo. 1839 entstand eine Schule. Im Jahr darauf wurde die Schäferei erweitert.
Im Jahre 1843 umfasste das Gut Hřebečnik samt dem Lehnhof Schlowitz eine Nutzfläche von 1755 Joch 489 Quadratklafter. Auf seinem Terrain lebten 647 tschechischsprachige Personen, darunter eine jüdische Familie. Erwerbsquelle der Bewohner bildete vor allem die Land- und Forstwirtschaft. Die Obrigkeit bewirtschafte zwei Meierhöfe in Nowosedl und Hřebečnik; zu letzterem gehörte auch eine Schäferei. Die Wälder waren in die Forstreviere Hřebečnik und Nowosedl eingeteilt. Zum Gut Hřebečnik gehörten die Dörfer Hřebečnik und Nowosedl (Novosedly); zum Lehngut Schlowitz nur das Dorf Schlowitz  (Šlovice). Das Dorf Hřebečnik bzw. Řebečnik bestand aus 48 Häusern mit 380 Einwohnern, darunter einer jüdischen Familie. Im Ort gab es ein obrigkeitliches Schloss mit der Hauskapelle der hl. Dreifaltigkeit und der Wohnung der Amtsverwalters, einen dominikalen Meierhof mit Schäferei, ein dominikales Bräuhaus, ein dominikales Branntweinhaus mit Pottaschensiederei, ein Wirtshaus und an einem Teich eine eingängige Mühle. Nördlich des Dorfes lag der obrigkeitliche Tiergarten mit einem Forst- und einem Jägerhaus. Abseits befand sich eine verfallene Kapelle mit den Resten eines Friedhofes. Pfarrort war Slabetz. Bis zur Mitte des 19. Jahrhunderts blieb Hřebečnik das Amtsdorf für das Gut Hřebečnik samt dem Lehnhof Schlowitz.
Nach der Aufhebung der Patrimonialherrschaften bildete Hřebečník/Hrebecznik ab 1850 mit den Ortsteilen Novosedly und Šlovice eine Gemeinde im Bezirk Rakonitz und Gerichtsbezirk Pürglitz. Im Jahre 1874 verkauften die Grafen Nostitz-Rieneck das Gut an Wilhelm und Magdalena Brandeis; sie verkauften es 1879 an Josef König, der es im Jahre darauf an Max Egon II. zu Fürstenberg weiterveräußerte. Der Ortsname Hřebečníky wurde seit den 1880er Jahren verwendet. 1886 entstand ein neues Schulgebäude. Im Jahre 1890 lebten in Hřebečníky 428 durchweg tschechischsprachige Einwohner. Die Freiwillige Feuerwehr gründete sich 1896. 1907 löste sich Novosedly los und bildete eine eigene Gemeinde. Im Jahre 1920 wurde in Hřebečníky eine Gendarmeriestation eingerichtet. Im Zuge der Bodenreform wurde 1922 der Großgrundbesitz von Franz Fürstenberg verstaatlicht und parzelliert. 1932 lebten in Hřebečníky mit Šlovice 364 Personen. Während der deutschen Besetzung erhielt der Ort den deutschen Namen Roßhof. In dieser Zeit lebte im Ort der von der Gestapo gesuchte Sekretär der belgischen Botschaft Vladislav Topinka. Obwohl sämtlichen Einwohnern einschließlich der örtlichen Gendarmerie seine Anwesenheit bekannt war und sich Topinka auch in der Öffentlichkeit frei bewegte, dauerte es über ein Jahr, bis er von der Gestapo verhaftet wurde. Am 19. Dezember 1944 warfen Bomber der Alliierten auf den Feldern bei Hřebečníky irrtümlich neun Bomben ab, die im Ort Sachschäden verursachten. Zum Ende des Zweiten Weltkrieges verbargen sich im Wald bei Hřebečníky 24 flüchtige russische Kriegsgefangene, die von Bewohnern mit Lebensmitteln versorgt wurden. In den letzten Kriegstagen kamen in dem Dorf zahlreiche deutsche Flüchtlinge aus dem Osten, die vor der Roten Armee geflohen waren, an. In den ersten Maitagen 1945 nahm die Rote Armee Hřebečníky ein. Nach dem Ende des Zweiten Weltkrieges lebten in Hřebečníky 299 Personen. Ein Teil der Einwohner zog wenig später in die Grenzgebiete. 1961 erfolgte die Eingemeindung von Týřovice. Im Jahre 1966 hatte das Dorf Hřebečníky nur noch 155 Einwohner. Zum 1. Jänner 1980 wurden noch Hracholusky, Novosedly und Újezdec nach Hřebečníky eingemeindet. Hracholusky wurde am 24. November 1990 wieder eigenständig.

## Gemeindegliederung
Die Gemeinde Hřebečníky besteht aus den Ortsteilen Hřebečníky (Hrebecznik, 1939–45 Roßhof), Novosedly (Nowosedl, 1939–45 Neusattel), Šlovice (Schlowitz), Týřovice (Teyrowitz, 1939–45 Moderhof) und Újezdec (Klein Aujest). Das Gemeindegebiet gliedert sich in die Katastralbezirke Hřebečníky, Novosedly u Rakovníka, Týřovice nad Berounkou und Újezdec u Rakovníka.
Zu Hřebečníky gehören außerdem die Einschichten Čechův Mlýn, Hřebečnická Lesárna und Karáskův Mlýn.

## Sehenswürdigkeiten
- Schloss Hřebečníky, der Barockbau entstand 1736 anstelle einer mittelalterlichen Feste. Die Hauskapelle der hl. Dreifaltigkeit ließ Franz Anton von Nostitz-Rieneck 1756 errichten. Es befand sich von 1880 bis 1948 im Besitz der Familie Fürstenberg. Danach wurde es verstaatlicht und der JZD übertragen. Das ursprüngliche barocke Interieur wurde beim Umbau zum Wohnhaus und Bürogebäude der JZD vernichtet.
- Barocker Wirtschaftshof mit zweigeschossigem Speicher, erbaut in der ersten Hälfte des 18. Jahrhunderts
- Statue des hl. Johannes von Nepomuk, geschaffen 1757
- Gezimmerte Gehöfte in Volksbauweise
- Jägerhaus Hřebečnická Lesárna
- Denkmal für die Gefallenen des Ersten Weltkrieges, enthüllt 1923
- Gedenktafel für Josef Beneš, enthüllt 1947

## Söhne und Töchter der Gemeinde
- Alexandr Brandejs (1848–1901), Grundbesitzer, Unternehmer und Mäzen
- Josef Beneš (1904–1943), der Prager Sokol-Funktionär wurde 1943 nach dem Attentat auf Heydrich wegen illegaler Aktivitäten und Unterstützung der Attentäter verhaftet und in Plötzensee hingerichtet.